# 火黑真小鯉
火黑真小鯉（學名：Cyprinella pyrrhomelas）為輻鰭魚綱鯉形目雅羅魚科真小鯉屬的其中一種，分布於北美洲美國北卡羅萊納州與南卡羅萊納州的 Peedee河與Santee河流域，本魚具紅色的鼻子，黑色的窄黑色條紋，尾鰭上有黑色邊緣，鰓蓋後面的頭部兩側的黑色。在繁殖季節，雄性的鼻子變成鮮紅色，背部變成藍色，尾鰭上有一條鮮紅色帶，其他所有的鰭都變成白色。雄性在繁殖期間使用它們大而多彩的鰭進行交配展示，並張開魚鰭宣示領土。體長可達11公分，棲息在岩石底質的小溪及水潭，生活習性不明。

## 扩展阅读
維基物種上的相關：火黑真小鯉